# Integral multiplicativa
En calculo infinitesimal la integral multiplicativa es una versión multiplicativa de la integral. Fueron desarrolladas por primera vez por el biólogo y matemático Vito Volterra en la década de 1890 para resolver sistemas de ecuaciones diferenciales. Desde entonces las integrales multiplicativas han sido de utilidad en áreas que van desde la epidemiología (Estimador de Kaplan-Meier) hasta la dinámica estocástica de poblaciones (multigrales), el análisis e incluso en mecánica cuántica. 
Las integrales multiplicativas nunca han tenido un tratamiento importante en el desarrollo de las matemáticas, probablemente debido a la notación poco intuitiva que utilizó Volterra. Hasta la fecha, periódicamente se han ido redescubriendo las integrales multiplicativas y ha ido creciendo una abrumadora gama de terminología y notación. 
En este artículo se utiliza la notación «producto» {\displaystyle \prod } para indicar la integral multiplicativa en lugar de la «integral» {\displaystyle \int } (normalmente modificada con un símbolo superpuesto de «multiplicación» o la letra P) que es lo que preferían Volterra y otros. También se ha adoptado una clasificación arbitraria de los tipos de integrales multiplicativas para imponer algo de orden en este campo. 

## Definiciones básicas
En su forma más básica las integrales pueden entenderse como el límite de una serie que calcula el área cerrada debajo del gráfico de la función {\displaystyle f(x)}
{\displaystyle \int f(x)dx=\lim _{\Delta x\to 0}\sum {f(x_{i}){\Delta x}}}
Las integrales multiplicativas son similares sólo que en vez de calcular el límite de una suma, calculan el límite de un  producto.
{\displaystyle \;\sideset {}{_{a}^{b}}\prod {f(x)^{dx}}=\lim _{\Delta x\to 0}\prod {f(x_{i})^{\Delta x}}}
Se puede entender como un producto «continuo» en vez de un producto «discreto».
Ahora bien, a diferencia de las integrales normales, existen diferentes tipos de integrales multiplicativas, que debido a la falta de terminología ampliamente aceptada, se designarán de forma arbitraria como los Tipos I hasta III de más abajo. 
Tipo I:
{\displaystyle \;\sideset {}{_{a}^{b}}\prod {f(x)^{dx}}=\lim _{\Delta x\to 0}\prod {f(x_{i})^{\Delta x}}=\exp(\int _{a}^{b}{\ln(f(x))dx})}
Tipo II:
{\displaystyle \;\sideset {}{_{a}^{b}}\prod {1+f(x)\,{dx}}=\lim _{\Delta x\to 0}\prod {(1+f(x_{i}){\Delta x})}}
Tipo III (sin dx):
{\displaystyle \;\sideset {}{_{a}^{b}}\prod {f(x)}=\lim _{\Delta x\to 0}\prod {f(x_{i})}=\exp(\int _{a}^{b}{\ln(f(x))})}
(nota: hay que determinar las condiciones en las que {\displaystyle f(x),a,b} converge y en el caso del último tipo también debe describirse la partición del dominio para calcular el límite)
Los argumentos ({\displaystyle x}) de las expresiones de arriba pueden ser tanto variables reales como matrices (ver las referencias de Gill más abajo).

### Ejemplo
{\displaystyle \;\sideset {}{_{1}^{2}}\prod {x^{dx}}=\exp(\int _{a}^{b}{\ln(x)dx})=\exp(x\ln(x)-x)_{1}^{2}=4/e}

## Resultados
Igual que en las integrales normales, las integrales multiplicativas tienen resultados equivalentes (para f(x), a, b adecuados) como son:
- El teorema fundamental

{\displaystyle \;\sideset {}{_{a}^{b}}\prod {f^{*}(x)^{dx}}=\sideset {}{_{a}^{b}}\prod {\exp \left({\frac {f'(x)}{f(x)}}dx\right)}={\frac {f(b)}{f(a)}}}
donde {\displaystyle f^{*}(x)=\exp(f'(x)/f(x))} es la derivada multiplicativa (o m-derivada).
- Regla del producto

{\displaystyle \;(fg)^{*}=f^{*}g^{*}}
- Regla del cociente

{\displaystyle \;(f/g)^{*}=f^{*}/g^{*}}
- Ley de los grandes números

{\displaystyle \;{\sqrt[{n}]{X_{1}\cdot X_{2}\cdot \ldots \cdot X_{n}}}\to \sideset {}{}\prod _{x}{X^{\operatorname {Pr} (x)dx}}\;{\text{cuando}}\;n\to \infty }
siendo X una variable aleatoria de distribución de probabilitad Pr(x)).
Comparación con la ley de los grandes números estándar:
{\displaystyle \;{\frac {X_{1}+X_{2}+\dots +X_{n}}{n}}\;\to \;\int X\cdot \operatorname {Pr} (x)dx\;{\text{cuando}}\;n\to \infty }
(Nótese que lo que se expone más arriba es por el tipo I de integrales multiplicativas. Los otros tipos dan otros resultados).